# Station Anould
Station Arnould is een spoorwegstation in de Franse gemeente Anould. Het station is gesloten.